# Apa Neagră, Gorj
Apa Neagră este un sat în comuna Padeș din județul Gorj, Oltenia, România.
 Acest articol despre o localitate din județul Gorj este deocamdată un ciot. Puteți ajuta Wikipedia prin completarea lui.